# 16103 Lorsolomon
16103 Lorsolomon è un asteroide della fascia principale. Scoperto nel 1999, presenta un'orbita caratterizzata da un semiasse maggiore pari a 2,4055136 UA e da un'eccentricità di 0,1590571, inclinata di 2,83987° rispetto all'eclittica.